# Robert Cummings
Charles Clarence Robert Orville "Bob" Cummings (Joplin, 9 de junho de 1910 – Los Angeles, 2 de dezembro de 1990) foi um ator estadunidense de cinema e televisão. Trabalhou em algumas comédias e dramas, destacando-se dois filmes de Alfred Hitchcock, Saboteur (1942) e Dial M for Murder (1954).

## Biografia
Charles Clarence Robert Orville Cummings era filho do Dr. Charles Clarence Cummings e sua esposa Ruth Annabelle Kraft. Seu pai era um cirurgião no St. John's Hospital em Joplin, e foi o fundador do Jasper County Tuberculosis Hospital em Webb City, Missouri. Sua mãe era uma ministra da Science of Mind..
Cummings estudou engenharia aeronáutica, mas teve que desistir mediante a situação financeira de sua família, que perdera dinheiro com a quebra da bolsa em 1929. Estudou posteriormente na American Academy of Dramatic Arts em Nova York.
Em 1933 casou, em Nova York, com a primeira esposa, Vivian Janis. Cummings casou cinco vezes e teve sete filhos. Era adepto da comida natural, e publicou o livro Stay Young and Vital (1960) sobre dietas e exercícios.
Seu filho, Tony Cummings, fez Rick Halloway na série Another World, nos anos 1980.
Cummings morreu aos 80 anos, em 1990, de insuficiência renal e estava em tratamento por ser portador também de Mal de Parkinson. Foi enterrado no Great Mausoleum da Forest Lawn Cemetery, em Glendale, Califórnia.

## Carreira

### Cinema
Em 1934, Cummings vai para Hollywood, iniciando carreira de ator sob o nome Bruce Hutchens. Seu primeiro filme foi The Virginia Judge, e atingiu o estrelato em 1939, com Three Smart Girls Grow Up, ao lado de Deanna Durbin.
Algumas de sua comédias são: The Devil and Miss Jones (1941), com Jean Arthur, e The Bride Wore Boots (1946), com Barbara Stanwyck. Cummings teve desempenhos memoráveis em três dramas: Kings Row (1942), com Ronald Reagan, Saboteur (1942) com Priscilla Lane e Norman Lloyd, e  Dial M for Murder (1954), com Grace Kelly e Ray Milland. Cummings também estrelou You Came Along (1945), ao lado de Ayn Rand.

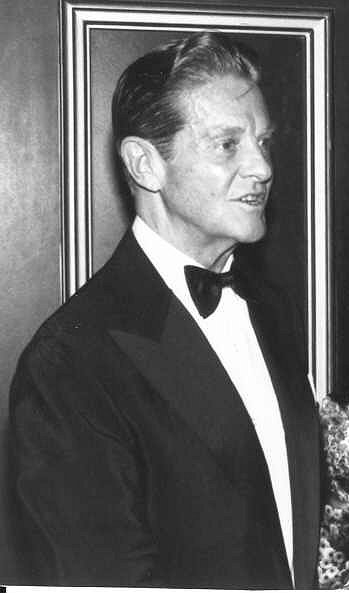
Fotografado em 1979

Cummings trabalhou na CBS Radio, na série dramática Those We Love, entre 1938 e 1945, ao lado de Richard Cromwell, Francis X. Bushman (famoso ator do cinema mudo), e Nan Grey.
Em novembro de 1942, Cummings entrou para as Forças Armadas dos Estados Unidos da América. e durante a guerra foi instrutor de voo. Após a guerra, Cummings serviu como piloto das Forças Armadas.

### Televisão
Cummings iniciou sua carreira na televisão em 1952, estrelando a comédia "My Hero". Recebeu o prêmio Emmy por seu papel como o "Jurado Número Oito", seu primeiro desempenho para a televisão, em Twelve Angry Men, adaptação do filme de 1955 com Henry Fonda.
De 1955 a 1959, Cummings estrelou o sucesso da NBC, The Bob Cummings Show. The New Bob Cummings Show prosseguiu na CBS por uma temporada, de 1961 a 1962. Também estrelou uma temporada em My Living Doll (1964), também pela CBS. Seu último filme significativo foi feito para a TV, em 1973, Partners in Crime, co-estrelado por Lee Grant.

## Filmografia
| - Seasoned Greetings (1933) (curta-metragem) - Sons of the Desert (1933) - The Virginia Judge (1933) - So Red the Rose (1935) - Millions in the Air (1935) - Desert Gold (1935) - Forgotten Faces (1936) - Border Flight (1936) - Three Cheers for Love (1936) - Hollywood Boulevard (1936) - The Accusing Finger (1936) - Hideaway Girl (1936) - Arizona Mahoney (1936) - The Last Train from Madrid (1937) - Souls at Sea (1937) - Sophie Lang Goes West (1937) - Wells Fargo (1937) - College Swing (1938) - You and Me (1938) - The Texans (1938) - Touchdown, Army (1938) - I Stand Accused (1938) - Three Smart Girls Grow Up (1939) - The Under-Pup (1939) - Rio (1939) - Everything Happens at Night (1939) - Charlie McCarthy, Detective (1939) - And One Was Beautiful (1940) - Private Affairs (1940) - Spring Parade (1940) - One Night in the Tropics (1940) - Free and Easy (1941) - The Devil and Miss Jones (1941) - Moon Over Miami (1941) | - It Started with Eve (1941) - Kings Row (1942) - Saboteur (1942) - Between Us Girls (1942) - Forever and a Day (1943) - Princess O'Rourke (1943) - Flesh and Fantasy (1943) - You Came Along (1945) - The Bride Wore Boots (1946) - The Chase (1946) - Heaven Only Knows (1947) - The Lost Moment (1947) - Sleep, My Love (1948) - Let's Live a Little (1948) - The Accused (1949) - Reign of Terror (1949) - Tell It to the Judge (1949) - Free for All (1949) - Paid in Full (1950) - The Petty Girl (1950) - For Heaven's Sake (1950) - The Barefoot Mailman (1951) - The First Time (1952) - Marry Me Again (1953) - Lucky Me (1954) - Dial M for Murder (1954) - How to Be Very, Very Popular (1955) - My Geisha (1962) - Beach Party (1963) - The Carpetbaggers (1964) - What a Way to Go! (1964) - Promise Her Anything (1965) - Stagecoach (1966) - Five Golden Dragons (1967) |